# 蓮実一隆
蓮実一隆（はすみ かずたか、1965年（昭和40年） - ）は、日本の実業家（ソフトバンクモバイル サービスコンテンツ本部長、株式会社ビューン代表取締役社長、UULA取締役、ソフトバンクロボティクス取締役プロダクト本部長）で、元テレビ朝日プロデューサー。埼玉県蕨市出身。

## 概要
テレビ朝日時代はTVタックルプロデューサー、『報道ステーション』初代プロデューサーなどを担当。『ニュースステーション』からの番組移行プロジェクトを成功させ、2度の社長賞を獲得した。2008年まで編成制作局制作1部所属のチーフプロデューサーとして様々な番組を制作統括した。
2008年にテレビ朝日からソフトバンクモバイルに転職し、現在はサービスコンテンツ本部長、また、同じソフトバンクグループの電子書籍配信サービス「ビューン」運営会社の代表取締役社長（兼務）、音楽・動画配信のUULAの取締役や、ロボット「Pepper」の開発責任者として、同ロボットを製造販売するソフトバンクロボティクスの取締役プロダクト本部長も兼任する。

## 略歴
- 1984年：埼玉県立浦和高等学校卒業
- 1988年：一橋大学社会学部卒業、テレビ朝日入社。同期は「黒革の手帳」「ドクターX」等の生みの親であるドラマ班の内山聖子
- 1989年：『サンデープロジェクト』の立ち上げに参加し、その後、『サンデープロジェクト』の田原総一朗コーナーのチーフディレクター。この縁で、田原総一朗からの信頼が厚いと言われる。[要出典]
- 2000年：編成に異動し、古舘伊知郎を起用して『そんなに私が悪いのか!?』などを制作
- 2002年：制作に異動し、『ビートたけしのTVタックル』プロデューサー
- 2003年：『テスト・ザ・ネイション 全国一斉IQテスト』総合プロデューサー
- 2004年：報道局に異動し『報道ステーション』初代プロデューサーに就任
- 2006年：編成制作局制作1部のチーフプロデューサーに異動
- 2008年：テレビ朝日を退職しソフトバンクモバイルに転職、プロダクト・サービス本部副本部長に就任
- 2010年：株式会社ビューン代表取締役社長に就任（兼務 現職）
- 2014年：UULA取締役、ソフトバンクロボティクス取締役プロダクト本部長に就任（兼務 現職）
- 2014年：ソフトバンクモバイル サービスコンテンツ本部長就任

## 主な担当番組
チーフプロデューサー
- ドスペ!
  - NEWS2006～ダウンタウンがキャスターやりますスペシャル～
  - クイズ!ギョーカイ大百科
- 奇跡の扉 TVのチカラ
- 痛快!ビッグダディ
- ザ・クイズマンショー
  - ザ・クイズマン!
- すくいず!
  - 世界一奇妙なクイズ
- 笑顔がごちそう ウチゴハン
- 細木数子の緊急大予言
  - 細木数子のこれがホントの話よ!
- 特捜!
- 頑張る人応援バラエティ 体育の時間
- 旅の香り〜四季の名宿めぐり〜
- 日曜ワイド
  - 徳光&史朗の暴走おやじアナシリーズ
  - ホンモノの伊東一家は海外嫌い!?シリーズ
  - 石ちゃんのダジャレ紀行
  - 中尾彬・はしのえみのグルメ旅
- 激録!交通警察24時
- マグロに賭けた男たち
- 徹子の部屋（管轄も担当）

プロデューサー
- そんなに私が悪いのか？
- サタッぱち 古舘の買物ブギ!!
  - サタッぱち 古舘の日本上陸
- ビートたけしのTVタックル
- 古舘伊知郎 ザ・インタビュー
- 報道STATION
  - 選挙STATION
- テスト・ザ・ネイション 全国一斉IQテスト

ディレクター
- モーニングショー
- 欽ちゃんのどこまで笑うの?!
- サンデープロジェクト

## 蓮実班
テレビ朝日制作1部では必ず何かの班に所属し、番組を作る。蓮実一隆が率いていた「蓮実班」は編成制作局内では報道局寄りジャーナリズム的中立派であった。
- 谷村幸治（『旅の香り』『浅野ゆう子の仰天グルメ旅』プロデューサー）
- 川端信晃（『ギリギリ映像大放出!カメラは見ていた!決定的瞬間』『激録!交通警察24時』『マグロに賭けた男たち』プロデューサー）
- 山下浩司（『TVのチカラ』『世界ビックリ映像クイズ』プロデューサー）
- 本井健吾（『電脳ヒルズ』プロデューサー、その後映画センターに異動し『クレヨンしんちゃん』『平成仮面ライダーシリーズ』（『ディケイド』28話～『ウィザード』43話）プロデューサー）
- 小俣貴史（『ザ・クイズマンショー』『特捜!!」プロデューサー）
- 佐藤まゆみ（制作デスク）